# Економіка Японії
Еконо́міка Япо́нії — одна з найрозвиненіших економік світу. За розміром ВВП і обсягом промислового виробництва Японія займає 4-е місце серед країн світу після США, КНР і Німеччини (за даними 2024 року). Вона випереджає інші азійські держави за рівнем розвитку промисловості, основні галузі якої: чорна та кольорова металургія, силове електричне обладнання, суднобудівна та автомобільна промисловість, електронне та електрокомунікаційне обладнання, приладобудування, нафтохімічна, харчова, текстильна та легка промисловість.
Наприкінці XX ст. в Японії стрімко зростали інвалютні резерви. Урядом була запроваджена система заходів щодо лібералізації вивозу японських капіталів закордон. Нині вона є найпотужнішим банківським центром і міжнародним кредитором. Її частка у міжнародних позиках зросла з 5 % у 1980 р. до 20,6 % у 1990 р. Експорт капіталу є головною формою зовнішньоекономічної діяльності. Найбільше японських капіталів працює у США (42,2 %), країнах Азії (24,2 %), Західної Європи (15,3 %), Латинської Америки (9,3 %)

## Історія

### Домодерна Японія
- Японсько-мінська торгівля
- Торгівля з південними варварами

### Повоєнна Японія
У 1939, на початок Другої світової війни, японська текстильна продукція домінувала на світовому ринку, а металургія, машинобудування, зокрема транспортне, хімічна промисловість і інші мали високий рівень розвитку. Під час Другої світової війни була знищена значна частина японського економічного потенціалу. Основи для подальшого енергійного підйому і структурних перетворень в господарстві були закладені внаслідок перегляду урядової політики щодо науки і техніки, організації підготовки висококваліфікованих робочих кадрів, а також завдяки використанню досвіду промислового будівництва, накопиченого до і під час війни. У післявоєнні десятиріччя, принаймні до 1973, темпи економічного зростання були надзвичайно високими: в середньому близько 10 % на рік в 1955—1973. До кінця 1973 траплялися окремі короткочасні спади до 4-6 %. У подальші роки, внаслідок різкого стрибка цін на імпортовану нафту, середньорічні темпи зростання виробництва знизилися приблизно до 4,3 %. У 1977—1987 вони становили 4,2 %. Кардинально змінилася структура національного прибутку. Якщо в сільському господарстві, рибальстві і лісовому господарстві в 1955 було створено 23 % національного прибутку, то в 1965 — 11 %, в 1995 лише 2,1 %. В той же час, гірничодобувна, обробна промисловість і будівництво, які в 1955 давали 29 % національного прибутку, в 1995 становили близько 40,7 %. Частка сфери послуг, що включає транспорт, торгівлю, фінанси і адміністративну діяльність, становила 48 % в 1955 і 58 % в 1995. У 1996 трудові ресурси оцінювалися в 67,11 млн чоловік, з яких 32,7 % були зайняті в промисловості, 26,5 — в торгівлі і банківській діяльності, 24,6 — в сфері послуг і 5,5 % — в сільському господарстві і рибальстві. Поширений довічний найм робітників і службовців, за яким працюють близько 25 % зайнятих в обробній промисловості.
У 1980-х роках в країні відбулося згортання енергоємних і матеріалоємних виробництв в рамках структурної перебудови промисловості з метою зниження її залежності від імпорту сировини і палива. Своєрідна риса японської економіки — поєднання великих концернів з великим числом дрібних підприємств. Гігантські монополії (в тому числі «Mitsubishi», «Mitsui», «Sumitomo», «Fuji», «Sanwa» та інші) контролюють майже всі галузі економіки.
У країні тривалий час існувала «система довічного найму», коли працівнику не можна було переходити з однієї фірми в іншу. Якщо він наважувався це зробити, то його вважали зрадником і ставилися до нього зневажливо.
Сьогодні сільське господарство становить 1.3 % від всього ВНП в сферах економіки.

### Загальна характеристика
Японія - одна з найбільших та найрозвиненіших економік світу. Вона має добре освічену та працьовиту робочу силу, а його велике та багате населення робить його одним із найбільших споживчих ринків у світі. Економіка Японії була другою за величиною у світі (після США) з 1968 по 2010 рік, коли її випередив КНР. Валовий внутрішній продукт (ВВП) у 2016 році оцінювався у 4,7 трильйона доларів США, а його населення у 126,9 мільйона осіб має високий рівень життя, а ВВП на душу населення у 2015 році становив трохи менше ніж 40 000 доларів США.
Завдяки феноменальному економічному відродженню з попелу Другої світової війни Японія стала однією з перших азійський країн, яка піднялася по ланцюжку створення вартості від дешевого текстилю до передового виробництва та послуг, які нині становлять більшу частину ВВП та зайнятості Японії. Первинні галузі, включаючи сільське господарство, становлять лише 1 відсоток ВВП.
З 1960-х по 1980-і роки Японія досягла одного з найвищих темпів економічного зростання у світі. Цьому зростанню сприяли:
1. Високі темпи інвестицій у виробничі установки та обладнання
2. Застосування ефективних промислових технологій.
3. Високий рівень освіти
4. Хороші відносини між працею та менеджментом
5. Швидкий доступ до провідних технологій та значні інвестиції в дослідження та розробки.
6. Все відкритіша світова торгова структура
7. Великий внутрішній ринок вимогливих споживачів, який дав японським підприємствам перевагу у масштабах своєї діяльності.
Виробництво було найпомітнішою і всесвітньо відомою рисою економічного зростання Японії. Сьогодні Японія є світовим лідером у виробництві електроприладів та електроніки, автомобілів, суден, верстатів, оптичного та прецизійного обладнання, машин та хімікатів. Проте в останні роки Японія поступилася деякими економічними перевагами в обробній промисловості КНР, Республіці Корея та іншим країнам з виробничою економікою.
Японські фірми певною мірою протидіяли цій тенденції, перевівши виробництво країни з низькими витратами. Сектор послуг Японії, включаючи фінансові послуги, нині відіграє значно помітнішу роль економіки, становлячи близько 75 відсотків ВВП. Токійська фондова біржа - один із провідних світових фінансових центрів.
Міжнародна торгівля робить значний внесок у японську економіку, експорт становить приблизно 16 відсотків ВВП. Основні статті експорту включають автомобілі, обладнання та промислові товари. У 2015–2016 роках основними країнами призначення експорту з Японії були США (20,2 відсотка), КНР (17,5 відсотків) та Республіка Корея (7 відсотків). Попри ослаблення єни внаслідок стимулюючих економічних ініціатив, зростання експорту залишається млявим.
У Японії мало природних ресурсів і її сільськогосподарський сектор залишається під надійним захистом. Основні статті імпорту Японії – мінеральне паливо, обладнання та харчові продукти. 2015 року провідними постачальниками цих товарів були КНР (25,6%), США (10,9%) та Австралія (5,6%). Останні тенденції в японській торгівлі та іноземних інвестиціях відобразили набагато активнішу взаємодію з КНР, який у 2008 році обігнав США як найбільшого торгового партнера Японії.
Недавні економічні реформи та лібералізація торгівлі, спрямовані на те, щоб зробити економіку відкритішою та гнучкішою, будуть важливими для того, щоб допомогти Японії впоратися з її проблемами. Після своєї перемоги на виборах у грудні 2012 року прем'єр-міністр Японії Сіндзо Абе дотримувався реформістської програми, яка отримала назву «абеноміка», здійснюючи фіскальну та грошово-кредитну експансію, а також елементи структурної реформи, які могли б лібералізувати японську економіку.
Швидке старіння населення Японії має призвести до скорочення чисельності робочої сили та податкових надходжень, одночасно висуваючи підвищені вимоги до витрат на охорону здоров'я та соціальне забезпечення. Реформи ринку праці, створені задля розширення участі, входять у число заходів, що використовуються протидії цієї тенденції. 2013 року в Японії спостерігалося різке зростання темпів зростання на основі програми економічного відродження прем'єр-міністра Японії Сіндзо Абе «Три стріли», яка передбачає пом'якшення грошово-кредитної політики, «гнучку» фіскальну політику та структурну реформу.

## Первинний сектор

### Сільське господарство

#### Особливості
| Землеустрій (2005) | Землеустрій (2005) | Землеустрій (2005) | Землеустрій (2005) | Землеустрій (2005) |
| ------------------ | ------------------ | ------------------ | ------------------ | ------------------ |
|                    |                    |                    |                    | %                  |
| Ліси               | Ліси               |                    | 66.4%              | 66.4%              |
| Орні землі         | Орні землі         |                    | 12.7%              | 12.7%              |
| Житло              | Житло              |                    | 4.8%               | 4.8%               |
| Інше               | Інше               |                    | 16.1%              | 16.1%              |

| Скорочення орних земель      | Скорочення орних земель | Скорочення орних земель | Скорочення орних земель | Скорочення орних земель |
| ---------------------------- | ----------------------- | ----------------------- | ----------------------- | ----------------------- |
|                              |                         |                         |                         | млн га                  |
| 1970                         | 1970                    |                         | 5,80 (3,42 / 2,38)      | 5,80 (3,42 / 2,38)      |
| 1980                         | 1980                    |                         | 5,46 (3,06 / 2,41)      | 5,46 (3,06 / 2,41)      |
| 1990                         | 1990                    |                         | 5,24 (2,85 / 2,40)      | 5,24 (2,85 / 2,40)      |
| 2000                         | 2000                    |                         | 4,83 (2,64 / 2,19)      | 4,83 (2,64 / 2,19)      |
| 2005                         | 2005                    |                         | 4,69 (2,56 / 2,14)      | 4,69 (2,56 / 2,14)      |
| заливні поля суходільні поля |                         |                         |                         |                         |

Сільськогосподарські угіддя Японії складають близько 13 % її території. Більше половини цих угідь — заливні поля, які використовуються для рисівництва. В середньому, одне фермерське господарство володіє 1,8 га ріллі. Для Хоккайдо цей показник становить 18 га, а для решти 46 префектур — 1,3 га. Японії притаманне інтенсивне сільське господарство, оскільки сільськогосподарські угіддя переважно малі. Вони обробляються багатьма фермерами, як правило без застосування великої сільськогосподарської техніки, з використанням природних або хімічних добрив. Оскільки в країні бракує рівнинної землі, багато угідь розташовані на терасах на схилах гір, що також ускладнює використання техніки.
З кінця 20 століття для Японії характерне швидке скорочення орних площ, особливо заливних полів. Причинами скорочення називають перехід японців від традиційного до західного способу життя — зменшення споживання рису і збільшення споживання пшеничних виробів, м'яса, молочних продуктів тощо. Іншою причиною скорочення орних земель є урбанізація, а також розвиток підприємств вторинного і третинного секторів економіки. Колишні сільськогосподарські угіддя відводяться під будівництво житлових приміщень, заводів, офісів або доріг.
| 1992        |             |  |     |     |
| менше 1 га  | менше 1 га  |  | 61% | 61% |
| 1—3 га      | 1—3 га      |  | 35% | 35% |
| 3—5 га      | 3—5 га      |  | 4%  | 4%  |
| більше 5 га | більше 5 га |  | 1%  | 1%  |

| 1992        |             |  |     |     |
| менше 1 га  | менше 1 га  |  | 24% | 24% |
| 1—3 га      | 1—3 га      |  | 40% | 40% |
| 3—5 га      | 3—5 га      |  | 12% | 12% |
| більше 5 га | більше 5 га |  | 25% | 25% |

| 2006        |             |  |     |     |
| менше 1 га  | менше 1 га  |  | 57% | 57% |
| 1—3 га      | 1—3 га      |  | 35% | 35% |
| 3—5 га      | 3—5 га      |  | 5%  | 5%  |
| більше 5 га | більше 5 га |  | 3%  | 3%  |

| 2006        |             |  |     |     |
| менше 1 га  | менше 1 га  |  | 20% | 20% |
| 1—3 га      | 1—3 га      |  | 27% | 27% |
| 3—5 га      | 3—5 га      |  | 12% | 12% |
| більше 5 га | більше 5 га |  | 41% | 41% |

За чинним японським законодавством від 1990 року усе населення країни, що зайняте у сільському господарстві називається фермерами. Вони поділяються на дві категорії: ті, хто вирощують продукцію для власних потреб, і ті, хто вирощує продукцію на продаж. Перші називаються простими фермерами, а другі — фермерами-торговцями. Останні, за законом, повинні мати орні землі площею більше 30 арів, щорічний дохід з яких перевищує 500 тисяч єн.
Фермери-торговці також поділяються на три типи: професіоналів, напівпрофесіоналів і любителів. До першого і другого типу належать особи, які є молодшим 65 років і займаються сільськогосподарськими роботами більше 60 днів на рік. Річний дохід професіоналів переважно формується за рахунок збуту сільськогосподарської продукції. Напівпрофесіонали заробляють на сільському господарстві лише частково. Любителі є старшими 65 років; для них вирощування продукції джерелом додаткового заробітку або хобі. Станом на кінець 20 — початок 21 століття більше половини японських фермерів належать до третього типу і є, переважно, особами похилого віку.
|      |      |  | млн  |      |
| 1998 | 1998 |  | 2,52 | 2,52 |
| 2000 | 2000 |  | 2,34 | 2,34 |
| 2002 | 2002 |  | 2,25 | 2,25 |
| 2004 | 2004 |  | 2,16 | 2,16 |
| 2005 | 2005 |  | 1,95 | 1,95 |

|      |      |  | млн  |      |
| 1992 | 1992 |  | 4,52 | 4,52 |
| 2000 | 2000 |  | 3,89 | 3,89 |
| 2002 | 2002 |  | 3,75 | 3,75 |
| 2004 | 2004 |  | 3,62 | 3,62 |
| 2005 | 2005 |  | 3,35 | 3,35 |

#### Рисівництво
| Площа висіву культур (2005) | Площа висіву культур (2005) | Площа висіву культур (2005) | Площа висіву культур (2005) | Площа висіву культур (2005) |
| --------------------------- | --------------------------- | --------------------------- | --------------------------- | --------------------------- |
|                             |                             |                             |                             | %                           |
| Рис                         | Рис                         |                             | 40,0%                       | 40,0%                       |
| Кормові                     | Кормові                     |                             | 24%                         | 24%                         |
| Овочеві                     | Овочеві                     |                             | 13%                         | 13%                         |
| Ячмінні                     | Ячмінні                     |                             | 6%                          | 6%                          |
| Фруктові                    | Фруктові                    |                             | 6%                          | 6%                          |
| Бобові                      | Бобові                      |                             | 5%                          | 5%                          |
| Технічні                    | Технічні                    |                             | 4%                          | 4%                          |
| Інші                        | Інші                        |                             | 4%                          | 4%                          |
| площа 4,38 млн га           |                             |                             |                             |                             |

Основною галуззю сільського господарства Японії є рисівництво. Близько половини усієї орної землі країни, призначена для вирощування рослин, відведена під рис.
У 1960-х роках, під час японського економічного дива, населення Японії і його прибутки зросли, що викликало ріст попиту на рис. В цю добу японське рисівництво досягло свого апогею. Однак через надмірні надлишки вирощеної продукції фермери були змушені в 1970 році розпочати скорочувати посівні площі. На заливних рисових полях було запроваджено систему сівозміни. Одночасно було вдосконалено техніку вирощування рису, яка дозволяла отримувати високі врожаї з невеликих полів. Втім активне скорочення угідь, що збіглося зі скороченням кількості населення, зайнятого в сільському господарстві, спричинило дефіцит рису, який виник після 1997 року. На початку 21 століття прибутки від вирощування рису становили 23 % від валової продукції сільського господарства Японії.

#### Рибальство

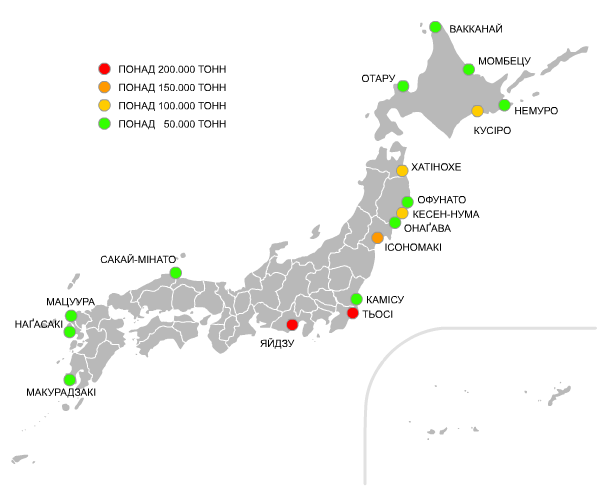
Основні риболовецькі порти Японії

Рибальство і переробка морепродуктів є традиційною галуззю господарства японців від часів неоліту. В середньому мешканець Японії споживає 168 г риби щодня, що є найвищим показником серед країн світу. Прибережні води Японського архіпелагу багаті на рибу, їстівні водорості та інші морські ресурси. Тривалий час найприбутковішим місцем для рибальства було море Санріку на північному сході острова Хонсю, де холодна Курильська течія зустрічається з теплою течією Курошіо. Проте через аварію на сусідній Фукусімській АЕС 2011 року вилов риби і морепродуктів в цьому ареалі тимчасово зупинено. Іншим місцем, багатим на рибу, є неглибоке Східнокитайське, Охотське, Берингове, Японське моря, північна і південна частини Західного Тихого океану.
Основу вилову становлять риби родини скумбрієвих (14 %), тунці (8 %), анчоуси (8 %), приморські гребінці (7 %), сайри (5 %), риби родини лососевих (5 %), кальмари (5 %), мінтаї (4 %) та ставрида (4 %). Серед інших видів ловлять крабів, камбал, пагрів, жовтохвостів тощо. Вилов здійснюється в прибережних і віддалених водах. За міжнародним законодавством японські рибалки мають право займатися рибальством лише у японських територіальних водах та японській виключній економічній зоні радіусом 370 км в Тихому океані.
Японія є лідером світу з імпорту рибу і морепродуктів. Вона ввозить 20 % усієї риби світу, що експортується іншими країнами. Обсяги японського імпорту риби і морепродуктів почали зростати після встановлення міжнародних обмежень щодо територіальних вод та виключних економічних зон. Ці обмеження унеможливили вилов риби японськими рибалками у далеких водах Тихого океану. Після 1995 року Японія більше ввозить продукти рибальства з закордону, ніж добуває або вирощує сама. Найбільше японці витрачають грошей на ввіз креветок, а найбільше купують іноземних тунців. Головними міжнародними поставниками риби і морепродуктів до Японії є світові лідери в галузі рибальства — КНР, Перу, Чилі, США, Індонезія.

## Вторинний сектор

### Промисловість

#### Особливості
Промислові райони: Токіо — Йокогама, Осака — Кобе і Нагоя, на які припадає понад 50 % прибутків обробних галузей, виділяється м. Кітакюсю на півночі о. Кюсю. Найвідсталіші в індустріальному відношенні Хоккайдо, північний Хонсю і південний Кюсю, де розвинені чорна і кольорова металургія, коксохімія, нафтопереробка, машинобудування, електронне приладобудування, військова, скляно-керамічна, цементна, харчова, текстильна, поліграфічна промисловість.
Головним структурним фактором є наука і освіта, тому їм приділяється особлива увага. Відповідно до державної програми розвитку національної системи науково-дослідних і дослідно-конструкторських робіт (НДДКР) було здійснено перехід від імпортування технічних досягнень до розробки власної системи НДДКР. Здійснено кардинальні заходи щодо вдосконалення підготовки кадрів та подальшого розвитку міжнародного наукового співробітництва. Були створені великі наукові центри, які займаються розробками в галузі фізики твердого тіла, атомної енергетики, фізики плазми, новітніх конструкційних матеріалів, космічних роботів та ін.
До лідерів світової економіки належать такі японські компанії, як «Тойотта Моторс», «Мацусіта Електрік», «Соні корпорейшин», «Хонда Моторс», «Тошиба», «Фудзіцу» та ін.
Середній та малий бізнес ефективно функціонує в усіх галузях. Він є найактивнішим та найстабільнішим елементом ринку в розвитку конкуренції, підвищенні конкурентоспроможності товару. Майже 99 % японських компаній належить до сфери малого та середнього бізнесу. Особливо велика їх роль в автомобільній, електронній та електротехнічних галузях.

#### Промислові райони
Три великі райони
1. Токійсько-Йокогамський промисловий район (Кей-хін; префектури Токіо, Канаґава, регіон Канто, Східна Японія)
2. Наґойський промисловий район (Тюкьо)
3. Осацько-Кобський промисловий район (Хан-сін)

Інші райони
1. Північнокюсюський промисловий район (Кіта-Кюсю)
2. Внутрішньояпонський морський промисловий район (Сето-найкай)
3. Східноморський промисловий район (Токай)
4. Північноземський промисловий район (Хокуріку)
5. Кантоський промисловий район (Канто)
6. Токійсько-Тібський промисловий район (Кей-йо; префектура Тіба, регіон Канто, Східна Японія)
7. Касімський промисловий район (Касіма; префектура Ібаракі, регіон Канто, Східна Японія)

#### Автомобілебудування

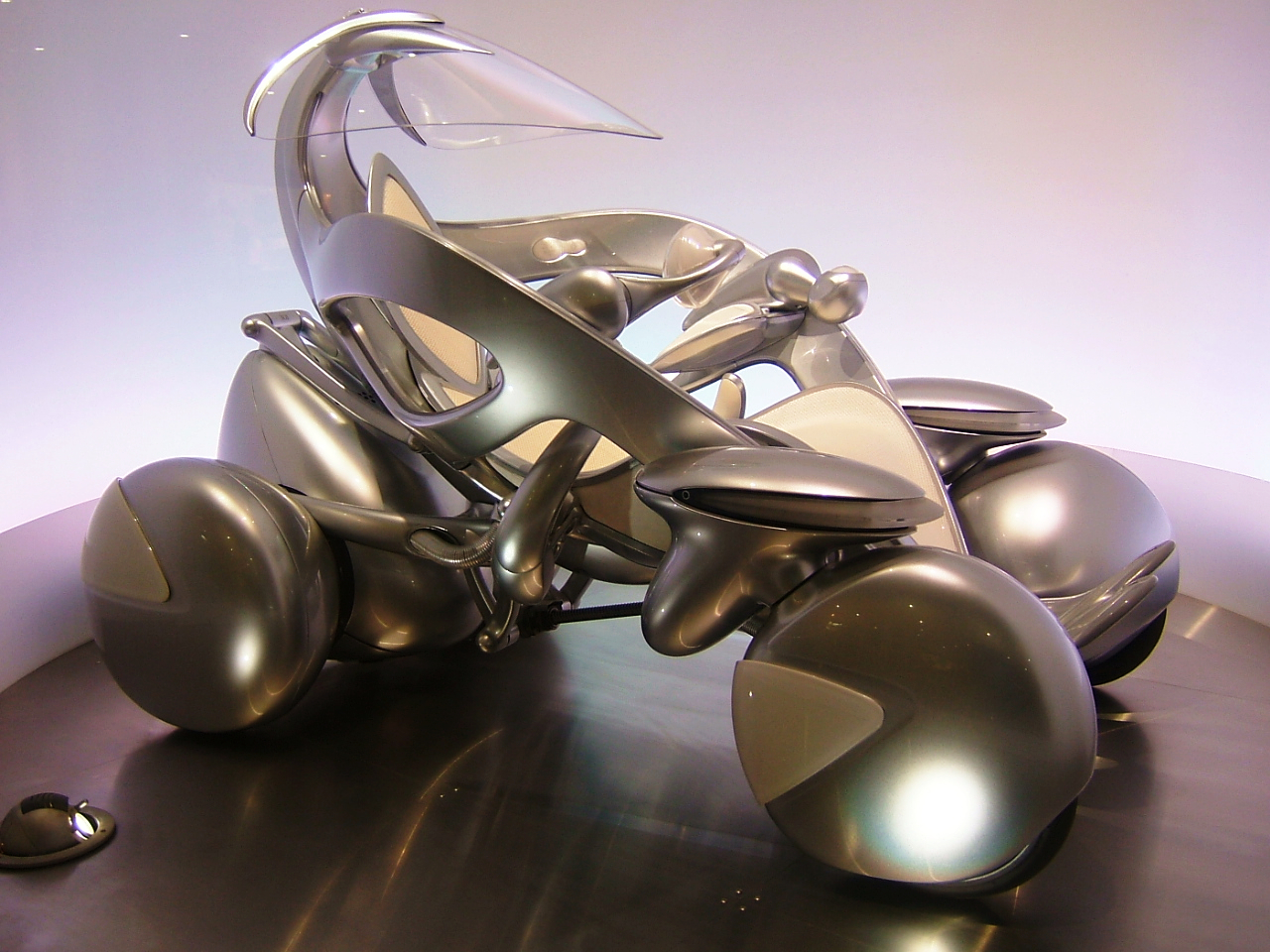
«Автомобіль майбутнього» — Toyota i-unit.

Автомобілебудування — одна з основних галузей промисловості, що забезпечила стрімкий розвиток японської економіки в другій половині 20 століття. На початку 21 століття в цій галузі було зайнято близько 8 млн осіб. Автомобільна продукція є однією з головних статей японського експорту. Великі автомобілебудівні райони розташовані в префектурах Канаґава, Сідзуока та Айті. Найбільші заводи знаходяться в містах Хіросіма, Курасікі, Сідзука, Тойота, Хамамацу, Йокосука, Йокогама, Ота. Провідними японськими автомобільними компаніями, що працюють на міжнародних ринках, є «Мазда» (Хіросіма), «Хонда» (Токіо), «Тойота» (Тойота), «Ніссан» (Йокогама), «Судзукі» (Хамамацу), «Міцубісі» (Хамамацу) та інші.
Японське автомобілебудування набуло розвитку у 1960-х роках в епоху японського економічного дива. Починаючи з 1970-х років підприємці почали експорт власної автомобільної продукції до США. Це спричинило торговельний конфлікт між обома країнами в 1974 році. Для його розв'язання японський уряд встановив обмеження на вивіз японських автомобілів закордон, а японські підприємці частково перенесли своє виробництво на територію США. Розв'язання конфлікту успішно сприяло розвитку японського автомобілебудування. Найвищого піку воно досягло 1989 року, коли в країні було виготовлено близько 13 млн автомобілів, з яких 6 мільйонів було експортовано закордон. У 1990–1995 роках спостерігався спад виробництва автомобілів до рівня 1979 року. Він змінився періодом стагнації, який закінчився 2002 року відновленням росту.

#### Суднобудування

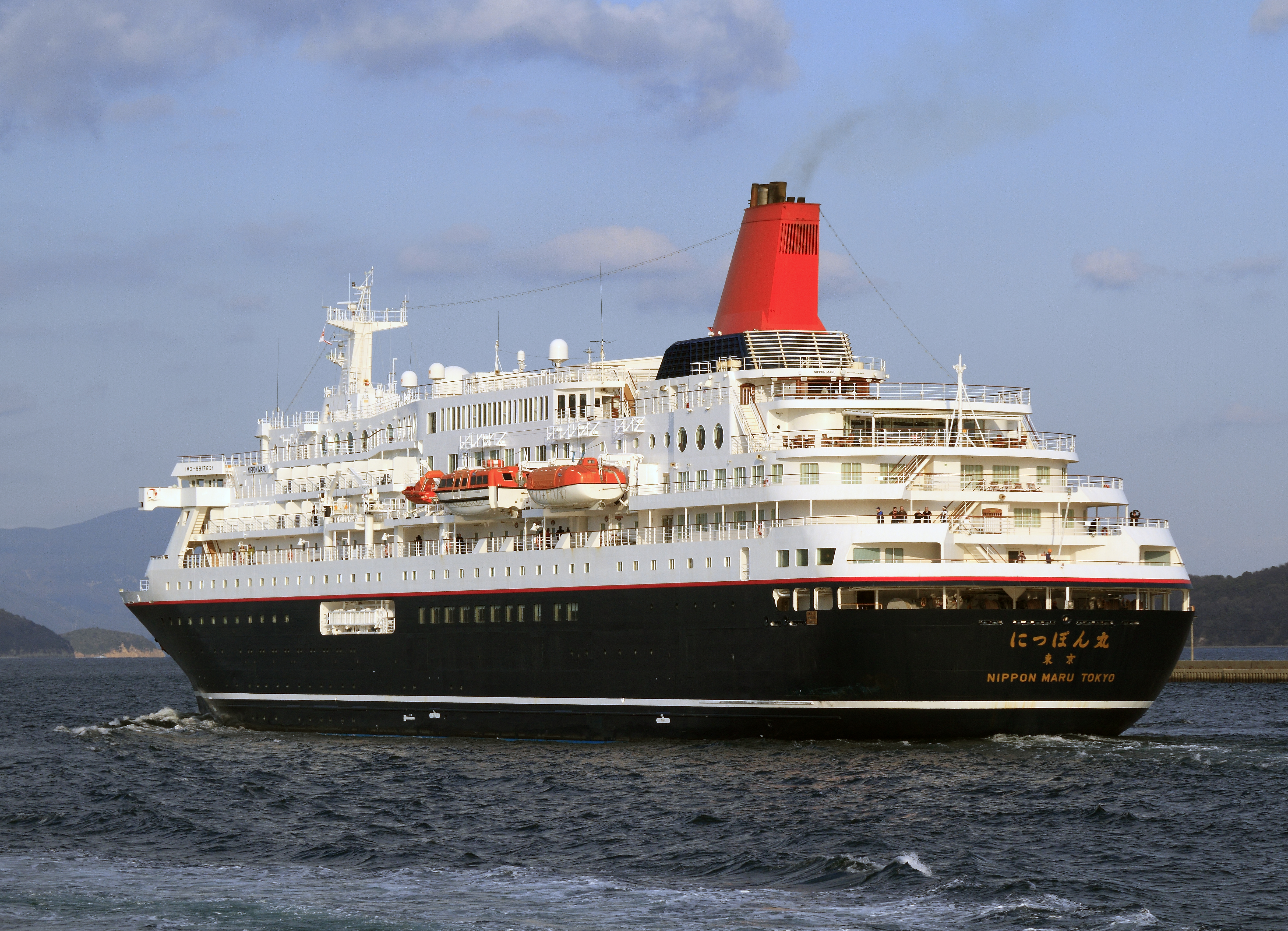
Японський корабель «Ніппон-мару».

Суднобудування є традиційною галуззю виробництва для Японії впродовж багатьох століть. Основними суднобудівними районами є узбережжя Внутрішнього Японського моря, північні береги острова Кюсю та Тихоокеанське узбережжя. Найбільші заводи розташовані у містах Сасебо, Наґасакі, Куре, Ономіті, Сакаїде, Кобе, Йокосука, Йокогама, Хакодате. Провідними японськими суднобудівними компаніями є «Сасебо» (Сасебо), «Міцубісі» (Наґасакі), «Кавасакі» (Кобе), «Юніверсал» (Кавасакі) та інші.
Після Другої світової війни, завдяки вдосконаленню техніки суднобудування, Японія була світовим лідером в цій галузі. У першій половині 1970-х років вона випускала кораблі сумарною тоннажністю понад 16 млн тонн. Проте після нафтового шоку в 1974–1975 роках попит на великі танкери для перевезення нафти різко скоротився, що спричинило різке падіння японського виробництва. У 1980-х роках японські суднобудівники оправилися після кризи, але були змушені вступити у боротьбу з конкурентами з Південної Кореї та комуністичного Китаю. На початку 21 століття Японія і Корея продовжують вести боротьбу за лідерство на міжнародному ринку суднобудівництва.

#### Електротехніка
Японська електронна промисловість є однією з найбільших у світі, хоча частка японських електронних компаній суттєво знизилася після свого піку через конкуренцію з боку Південної Кореї, Тайваню, Китаю та Сполучених Штатів.
Підприємства
- Canon
- Casio
- Daihatsu
- Fujitsu
- JVC
- Hitachi
- Isuzu
- Kenwood Corporation
- Konica
- Korg
- Mitsubishi
- Nintendo
- Olympus
- Panasonic
- Pioneer
- Roland
- Sega
- Sharp
- Shimano
- Sony
- Toshiba
- Yamaha
- Yonex

### Ресурси і енергетика

#### Ресурси

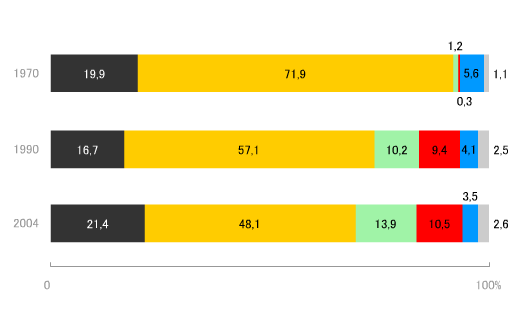
Енергобаланс Японії. Динаміка споживання енергії за типами енергетичних ресурсів (1970—2004):
вугілля
нафта
природний газ
АЕС
ГЕС
інше

Японія бідна на енергетичні ресурси. Країна переважно імпортує їх з закордону, що робить її вразливою до зовнішніх впливів. До 1960-х років японська економіка працювала на кам'яному вугіллі, проте після енергетичної революції перейшла на споживання нафти. У зв'язку із нафтовими кризами 1973 і 1979 років, японський уряд ухвалив рішення зменшувати нафтову залежність країни шляхом розвитку власної ядерної енергетики та переведенням частини підприємств на природний газ.
Вугілля використовується в японській металургії та на теплових електростанціях. Станом на 2004 рік його частка в енергобалансі країни становила близько 22 %. Японія цілковито відмовилася від видобутку власного вугілля у 1960-х й ввозить його у необхідних кількостях для промисловості з Австралії (57 %), Індонезії (16 %) та КНР (13 %).
Нафта основний енергетичний ресурс Японії, частка якого в енергобалансі країни близько 50 %. З нафти виготовляють основні нафтопродукти: бензин, гас, дизельне паливо, мазут, лігроїн. Станом на 2004 рік 99,7 % цього ресурсу Японія імпортувала закордоном. З них 90 % — нафта з країн Близького Сходу: Саудівської Аравії (31 %), Об'єднані арабські емірати (25 %), Іран (13 %), Катар (9 %), Кувейт (8 %). Через високу залежність Японії від нафти і політичну нестабільність Близькосхідного регіону, уряд країни намагається використовувати альтернативні джерела енергії, такі як біоетанол.
Природний газ використовується на теплових електростанціях, в містах, а також як пальне для автомобілів. Він вважається більш екологічно чистим джерелом енергії, оскільки при його споживанні викиди вуглекислого газу в атмосферу менші ніж при споживанні вугілля або нафтопродуктів. Після нафтових криз 1970-х років частка природного газу в енергобалансі країни зросла. На 2004 рік вона становила понад 13 %. 96,5 % цього ресурсу Японія ввозила ззвоні. До 2005 року найбільшим експортером природного газу до Японії була Індонезія. Однак через зменшення поставок газу у зв'язку з розвитком індонезійської економіки та збільшенням попиту на внутрішньому індонезійському ринку, місце Індонезії посіла Малайзія. Станом на 2009 рік Японія імпортувала природний газ з Малайзії (22 %), Австралії (20 %), Індонезії (18 %) та Брунею (12 %) та Катару (12 %).
Японія має значні поклади мінералів, але бідна на метали. 100 % усієї залізної руди, алюмінію та міді, що використовується в японській промисловості, імпортується з закордону. Станом на 2004 рік найбільшими постачальниками залізної руди до Японії були Австралія (62 %), Бразилія (21 %) й Індія (8 %); алюмінію — Австралія (45 %), Індонезія (37 %), Індія (13 %); міді — Чилі (21 %), Індонезія (19 %), Австралія (10 %). На противагу цьому Японія майже повністю забезпечує себе мінералами й будівельними матеріалами, зокрема цементом. В країні є також незначні поклади золота найвищої світової якості, що видобувається в копальні Хісікарі міста Іса префектури Каґосіма.

#### Енергетика
В енергобалансі Японії частка вугілля — 17 %, нафти і природно газу — 67 %, гідро і атомної енергії — 16 %. Загальне споживання енергії (4,2 т умовного палива на одного жителя) є приблизно таким же, як і в Західній Європі. Виробництво електроенергії досягло 900 млрд кВт год/рік. ТЕС виробляють 2/3 електроенергії. Це потужні станції, які працюють на нафті, або газі розміщені недалеко від споживача, тобто на тихоокеанському узбережжі в районах Канто, Токай і Кінті. За розвитком атомної енергетики Японія поступається лише США і Франції. В 90-х роках вона почала збагачувати уран.
- Аварія на Фукусімській АЕС

## Третинний сектор

### Торгівля

#### Особливості
| |  |  |
| Японія є одним із найбільших експортерів автомобілів та високоточної техніки (Ліоворуч: Автомобіль Mazda Atenza-Sedan 2007 року; праворуч: Фотоапарат Canon 400D). |  |  |

Японська торгівля належить до типу торгівлі доданої вартості. Вона полягає в імпортуванні Японією сировини і експортуванні промислових товарів. В часи існування Японської імперії країна переважно ввозила сировину для текстильної промисловості, а вивозила текстильні товари. Торгівля була орієнтована на предмети легкої промисловості. Після Другої світової війни головною статтею японського імпорту стало паливо, а експорту — продукція машинобудування, автомобілі, високоточне обладнання та напівпровідники. Торгівля була переорієнтована на товари важкої і хімічної промисловості. Починаючи з 1980 року країна має перманентне позитивне сальдо торгового балансу — обсяги продажу перевищують обсяги закупівель. Через це між Японією і США неодноразово спахували торговельні конфлікти. У 1990-х роках японські виробничі підприємства перенесли значну частину своїх заводів в азійські країни. Продукція цих підприємств також імпортується до Японії.
На початку 21 століття головними товарами японського імпорту були нафта, зріджений природний газ, текстильні товари, прості мікросхеми, комп'ютери, риба і морепродукти. Головними товарами експорту були автомобілі, складні мікросхеми, сталь, товари хімічної і машинобудівної промисловості. Станом на 2010 рік, за сумою товарів імпорту й експорту, що становить близько 1,402 трильйонів доларів США.
Основними торговельними партнерами Японії є США, Китайська Народна Республіка, Республіка Корея, Республіка Китай, Саудівська Аравія, Австралія.

#### Основні торговельні порти
Станом на 2006 рік.
| Порт              | Імпорт (єн)                           | Експорт (єн)                          | Токіо Наріта Йокогама Наґоя Кансай Кобе |
| ----------------- | ------------------------------------- | ------------------------------------- | --------------------------------------- |
| Токійський порт   | 7 трлн (риба, морепродукти, текстиль) | 5 трлн (комп'ютери, хімікати)         | Токіо Наріта Йокогама Наґоя Кансай Кобе |
| Йокогамський порт | 3,9 трлн (паливо, нафта, алюміній)    | 7,8 трлн (автомобілі, запчастини)     | Токіо Наріта Йокогама Наґоя Кансай Кобе |
| Аеропорт Наріта   | 12,2 трлн (мікросхеми, електротовари) | 12,0 трлн (мікросхеми, електротовари) | Токіо Наріта Йокогама Наґоя Кансай Кобе |
| Наґойський порт   | 4,5 трлн (паливо, нафта, газ)         | 10,3 трлн (автомобілі, запчастини)    | Токіо Наріта Йокогама Наґоя Кансай Кобе |
| Кобський порт     | 2,7 трлн (текстиль, тютюн)            | 5,7 трлн (хімікати)                   | Токіо Наріта Йокогама Наґоя Кансай Кобе |
| Аеропорт Кансай   | 2,9 трлн (волокно, мікросхеми)        | 4,5 трлн (мікросхеми, електротовари)  | Токіо Наріта Йокогама Наґоя Кансай Кобе |

### Транспорт
У Японії залізниця є основним засобом перевезення пасажирів. Перша залізниця була побудована між Токіо та Йокогамою у 1872 році. У Японії нині[коли?] одна з найрозвиненіших транспортних систем у світі.  Щодня працює близько 250 високошвидкісних поїздів Сінкансен.  Найшвидші поїзди Сінкансен E5 та Сінкансен E6, що розвивають максимальну швидкість 320 км/год.
Важливе значення для забезпечення стійких зв'язків між Європою та АТР є організація прямого залізничного сполучення між РК та РФ, що стане можливим при відновленні нп||Транскорейської магістралі|||Gyeongui Line}} з виходом на Транссіб через прикордонний перехід Хасан-Туманган.  Тоді, напевно, вдасться похитнути монополістичні позиції судноплавного лобі.
Не викликає сумніву і економічна доцільність та можливі маршрути залізничної магістралі Транскорея – Транссиб – Західна Європа. Серед регіональних євроазійських проєктів міжнародних коридорів значний інтерес має Північно-японський залізничний транспортний коридор. Відповідно до цього проєкту пропонується з'єднати мережу залізничних доріг Японії із загальноєвропейською мережею залізниць через РФ по острову Сахалін спочатку через поромні переправи Корсаков-Вакканай та Ваніно-Холмськ, а в перспективі через Сахалінський тунель та тунель між о.Сахалін та Японією в районі Корсакова. Це створить конкурентоспроможний транспортний маршрут для безперевалочних перевезень вантажів між Японією та ЄС.

## Експорт Японії

### Експорт країни з 2000 по 2010 роки
Станом на 2010 рік сума товарів на імпорт становила 636,8 млрд доларів США. Головними партнерами Японії в 2009 році були:
- КНР 22,2 %
- США 10,96 %
- Австралія 6,29 %
- Саудівська Аравія 5,29 %
- ОАЕ 4,12 %
- Південна Корея 3,98 %
- Індонезія 3,95 %

Станом на 2009 рік імпорт Японії з України становить 245 млн доларів США.

### Експорт країни з 2010 по 2020 роки
Міжнародна торгівля робить значний внесок у японську економіку, причому експорт еквівалентний приблизно 16 відсоткам ВВП. Основні експортні товари включають транспортні засоби, машини та промислові товари. У 2015-2016 роках основними експортними напрямками Японії були США (20,2%), КНР (17,5%) та Республіка Корея (7%).
Попри ослаблення єни внаслідок стимулюючих економічних ініціатив, зростання експорту залишається млявим. Японія має мало природних ресурсів і її сільськогосподарський сектор залишається сильно захищеним.

### Експорт країни з 2020 по 2030 роки
Хоча Японія усвідомила ризики надмірної залежності від одного-єдиного джерела виробництва, КНР залишається незамінним економічним партнером як ринку, так і виробничої бази. КНР є найбільшим торговим партнером Японії із величезним споживчим ринком японських товарів. Він багатий на ресурси, добре освічений і має різноманітний ринок праці, який явно залучає фірми, які прагнуть розвитку виробничих операцій, не кажучи вже про те, що в'їзний туризм з материкового КНР процвітав до глобального спалаху коронавірусу. Економічна цінність КНР для Японії означає, що японський уряд не хоче різко розхитувати економічні зв'язки. Хоча існує ризик, що цей крок може бути пов'язаний з іншими спірними питаннями у відносинах, такими як занепокоєння Японії щодо статусу Гонконгу або спірних островів Сенкаку.

## Імпорт Японії

### Імпорт країни з 2010 по 2020 роки
Основний імпорт Японії включає мінеральне паливо, машини та харчові продукти. 2015 року провідними постачальниками цих товарів були КНР (25,6%), США (10,9%) та Австралія (5,6%).
Японія, як і раніше, є другим за величиною торговим партнером та експортним ринком Австралії і, ймовірно, залишиться таким у найближчому майбутньому. Двостороння торгівля товарами та послугами між Австралією та Японією була оцінена у 60,3 млрд австралійських доларів у 2015-16 роках. Експорт товарів до Японії становив 35,8 млрд. У 2015-2016 роках основний експорт Австралії до Японії включав ЗПГ (близько 16 млрд австралійських доларів), вугілля (11,2 млрд австралійських доларів), залізняк (4,7 млрд австралійських доларів) , яловичину (1,8 млрд австралійських доларів), а також мідні руди та концентрати (1,4 млрд австралійських доларів).
Японія була третім за величиною джерелом імпорту Австралії у 2015-16 роках. Основний імпорт із Японії включав легкові автомобілі (6,6 млрд. австралійських доларів), очищену нафту (2,6 млрд. австралійських доларів) та вантажні транспортні засоби (1,4 млрд. австралійських доларів). Загальний обсяг двосторонньої торгівлі послугами протягом 2015–2016 років. оцінювався приблизно 5,2 млрд. Експорт послуг Австралії у Японію становив 2,1 млрд. австралійських доларів, а імпорт послуг оцінили в 3,1 млрд. австралійських доларів.

### Азартні ігри
Більшість форм азартних ігор в Японії було заборонено главою 23 Кримінального кодексу до 2020 року. Однак є кілька винятків, серед яких ставки на перегони та певні моторні види спорту. З 2020 року різні префектури та великі міста почали видачу ліцензій на офіційну роботу казино. Нелегальні казино в Японії часто співпрацюють або належать якудзі.

## Проблеми

### Безробіття
Японія має низький показник безробіття, який однак невпинно зростає. Упродовж 1970 — 1980-х років його рівень коливався в межах 2 — 2,8 %. В 1990-х роках показних трохи перевищив 3 %. Станом на 2011 рік він становив 4,9 %.

## Зовнішній та внутрішній борг Японії
- Валовий зовнішній борг: 2,246 трлн доларів США (2010.7.30)
- Державний борг: 225,80 % від ВВП країни (2010)

Відношення боргу до ВВП Японії виросло більше ніж на 30 відсоткових пунктів у період з 2012 фінансового року до 2020 фінансового року до 225% ВВП, а Японія залишається розвиненою економікою світу з найбільшою заборгованістю.
Державний борг Японії, третьої за величиною економіки світі, більш ніж удвічі перевищує розмір її економіки 5 трильйонів доларів.

## Зобов'язання інших країн перед Японією
За даними Міністерства фінансів США, Японія є найбільшим тримачем казначейських облігацій США, які станом на вересень 2021 року, становлять 1,319 трильйона доларів.

## Активи центрального банку Японії
Активи центрального банку Японії становлять 716 трильйонів єн, або понад 6,4 трильйонів доларів за підсумками червня 2021 року. Це понад 130 відсотків ВВП Японії. Ця цифра набагато вища, чим у ФРС і ЄЦБ. Що особливо важливо, так це те, що Банк Японії має зобов’язання уряду Японії на суму близько 540 трильйонів єн, або близько 4,8 трильйонів доларів, що становить близько 40 відсотків цього ринку.
Центральному банку Японії припадає 7 відсотків від загальної вартості акцій, які котуються на першій секції Токійської фондової біржі на кінець березня 2021 року. Ці авуари складають 51 трильйона єн, або понад 450 мільярдів доларів у формі ETF.

## Банківська система Японії
На початку 2019 року, за цілий рік до того, як глобальна пандемія коронавірусу застала світ зненацька, регіональні банки в Японії, як повідомлялося, вже були у важкому становищі. Оскільки регіональні банки конкурують за пул позичальників, що скорочується, в малих містах і сільських районах, стикаються з серйозною депопуляцією, проблеми відображають тенденцію до падіння прибутків. Оскільки місцева економіка, яку обслуговують ці банки, вже виснажується, ризики, пов'язані з пандемією, лише посилюють потребу регіональних банків Японії у пошуку творчих рішень для виживання.

## Відновлення економіки Японії після пандемії

### Відновлення реального ВВП
Реальний ВВП, який враховує вплив інфляції, не повернеться до рівня до пандемії до другої половини 2023 року, сказав Такахіде Кіучі, колишній член ради директорів Банку Японії, який зараз працює головним економістом у дослідницькому інституті Nomura.

### Політика фінансових стимулів
Японія вже витратила 770 мільярдів доларів на фіскальні стимули, або майже 17 відсотків валового внутрішнього продукту, з початку спалаху Covid-19 у 2020 році.
Але так само як в багатьох частинах світу оцінюють варіанти скасування своїх заходів стимулювання економіки, через зростаючі інфляційні ризики, прем'єр-міністр Японії Фуміо Кісіда готує прямий розподіл коштів у розмірі 100 000 єн (872 долари США) домогосподарствам з дітьми молодше 18 років.
Проблема, однак, полягає в тому, що стимулюючі чеки, розподілені у минулому, мало що зробили для стимулювання споживання та інфляції в Японії, і є мало ознак того, що цього разу результат буде іншим.
Проте занепокоєння з приводу додаткових заходів стимулювання переважно зумовлено величезним борговим навантаженням Японії, яке досягло 266 відсотків її валового внутрішнього продукту.
У попередньому розподілі чеків на 100 000 єн кожному громадянину Японії, який розпочався у травні минулого року, аналітики підрахували, що близько 70 відсотків грошей опинилися у банківських заощадженнях.
«Навіть якщо близько 30 відсотків із 2 трлн єн, розподілених між сім'ями з дітьми, будуть витрачені в цей час, це не сильно вплине на загальне споживання», - додав Морішиге.
Друге питання з економічним пакетом уряду, який, як повідомляється, включатиме бюджетні витрати у розмірі понад 40 трил. єн ($350 млрд).
Японія оговталася від Covid-19 повільніше за інші розвинені країни, при цьому її економіка скоротилася в річному обчисленні на 3 відсотки в третьому кварталі через збої в глобальному ланцюжку достачання.
19 листопада 2021 року, Прем'єр-міністр Японії Фуміо Кісіда оприлюднив рекордний пакет стимулів на суму близько 56 трлн японських єн (490 мільярдів доларів).
Політики сподіваються, що нові витрати допоможуть підтримати економіку, яка скоротилася більше, ніж очікувалося, у третьому кварталі 2021 року, через удар по споживанню та експорту через пандемічні обмеження та глобальні перебої з постачаннями.

### Проблеми
Три гігантські пакети витрат Японії на боротьбу з пандемією залишили її з непогашеним довгостроковим боргом, що приблизно вдвічі перевищує розмір її економіки в 5 трильйонів доларів США.